# Enghave Brygge
 Denne artikel bør gennemlæses af en person med fagkendskab for at sikre den faglige korrekthed.

Enghave Brygge er et område ved vandet i Københavns Sydhavn, lige på grænsen til Vesterbro og overfor Islands Brygge, som er under kraftig udvikling.
Det afgrænses af Havneholmen (af Tømmergravskanalen), Jernbanebyen, Frederiks Brygge af (Belvederekanalen), Teglholmen (af Frederiksholmsløbet) og Københavns Havn
Politisk er området er en del af de administrative grænser for bydelen Vesterbro, som repræsenteres af Vesterbro Lokaludvalg.
Foreløbig huser området ca. 2.000 beboere, og når det er færdigudviklet er planen, at der vil være ca. 5.000 beboere og ca. 1.600 arbejdspladser.
Som en del af udviklingen er der blevet lavet en række kunstige øer, der adskilles af kanaler med inspiration fra Christianshavn, Amsterdam og Venedig, og giver området et karakteristisk indtryk som en kanalby. Fra nord til syd drejer det sig om øerne Tangholm, Kærholm, Myrholm, Lyngholm.

## Historie
I 1903 blev der anlagt en godt to km lang spærredæmning mellem Sjælland og Amager med en sluse, beregnet til regulering af vandgennemstrømningen og med passagemulighed for småskibsfarten. Der blev over en del år anlagt en række havne ved opfyldning af Kalvebod Strand, og ved benyttelse af de gamle ler- og kalkgrave. Således blev Enghave Brygge til i 1906-07 (og Teglværkshavnen i 1916-22, og i 1918-22 kom Teglholmen).
Fra 1916 til 1920 blev H.C. Ørstedværket opført af Københavns Kommune. Værket var kulfyret 1920-1994. I dag er det bygget om til et naturgasværk og fungerer som et moderne kraftvarmeværk, der leverer fjernvarme til Storkøbenhavn. Kulturstyrelsen udpegede i 2007 H.C. Ørstedsværket som et af de 25 nationale industriminder, der illustrerer den danske industrihistorie i perioden 1840-1970. I forbindelse med værket ligger museet DieselHouse, opført af MAN B&W Diesel. DieselHouse rummer en dieselmotor på 22.500 hestekræfter fra 1932. Motoren var frem til 1960’erne verdens største dieselmotor.
I 1920 blev et bindingsværkshus etableret, som senere var hovedbygning for Uniscrap A/S. Der blev håndteret det tunge affald, som lokalindustrien producerede. Huset er bevaringsværdigt.
I 1941 indviede Københavns Roklub deres nuværende bådhus på Enghave Brygge.
Området var præget af industri og lagerhaller og meget af området blev forladt i slutning af det århundrede.
H.C. Ørstedsværkets gamle kulplads langs med havnekanten blev efter 1999 til et epicenter for graffiti i København. I modsætning til stort set resten af byen var gadekunsten her tolereret, og derfor var der på det tidspunkt en 170 meter lang mur nede ved vandet, som blev flittigt brugt af graffitimalere.
Siden 2015 har Enghave Brygge dog været i gang med en omfattende fornyelsesproces, hvor et halvforladt industriområde langt havnefronten er blevet erstattet af et større nybygget boligområde.

## Byudvikling

### Masterplan for området
I 2002 vedtog Københavns Kommune en helhedsplan for hele Sydhavnen, der indebar, at noget af havnen skulle fyldes op for at bygge boliger, mens der til gengæld skulle udgraves kanaler svarende til det vandareal, som blev udbygget i havnen. Der var modstand fra lokale kræfter og visse interesseorganisationer, men der endeligt blev godkendt en lokalplan for Enghave Brygge i 2014.
Målet er udvikling af 2.600 boliger samt 1.600 arbejdspladser, fordelt på erhverv der både er service samt kontororienteret. En gennemgående karréstruktur på 11 boligøer omgivet af kanaler skal skabe en karakteristisk bydel med nærkontakt til vandet. En bolig- og erhvervsbebyggelse langs den omlagte Landvindingsgade og et grønt område danner overgangen til H. C. Ørstedværkets arealer. Rygraden i bydelen er den 700 meter lange Enghave Kanal, der med sit kurvede forløb er en moderne reference til Christianshavns Kanal. Masterplan for hele området er lavet af Gröning Arkitekter, som også har tegnet tre boligøer, mens resten er tegnet alene eller i samarbejde med Danielsen Architecture og Juul | Frost Arkitekter.

### Udvikling af Enghave Brygge
Den nordlige del af Enghave Brygge er færdigudviklet og smeltet sammen med Vesterbro ved Havneholmen. Denne del blev udviklet af NPV A/S og markedsført under navnet Engholmene. Det består af Enghave brygges seks nordligste øer. Byggeriet af den første ø startede i 2015 og de første beboer i området flyttede ind i 2017. Boligøerne blev færdige i 2021. Især blev området kendt for de særdeles dyre og eksklusive toetagers rækkehuse med egen mole på Sivholm., selvom lejligheder i etagebyggeriet dog også satte salgsrekord. Fire erhvervsbygninger, markedsført under titlen Engholmene Business Center, er under udvikling og forventes færdiggjort i 2027-30.. Siden juni 2024 har Enghave Brygge området været betjent af en metrolinje med stoppet Havneholmen i den nordlige og stoppet Enghave Brygge i den sydlige ende. 
Det sydlige område skal huse ca. 2.000 beboere, og er i gang med at blive udviklet af By og Havn., som forventer at infrastrukturen med kanaler, broer, veje og parker, vil stå klar i midten af 2024. Enghave Brygge Syd blev i april 2024 solgt til AP Pension i det der var By og Havns største handel til dato. AP Pension m vil etablere ca. 1.000 boliger i hvad der er blevet kaldt Københavns "bedste placering".
Den sydlige del var tidligere næsten helt indhegnet af en stor byggeplads til Københavns Metro hvor der etableres en metrostation, Enghave Brygge, som en del af den nyeste linje Sydhavnsmetroen M4, som åbnes i juni 2024. Det næsten 500 meter lange metrobyggehegn var lærred for Europas længste graffitiværk, Evolution 2.0, som viste jordens, menneskets og Københavns evolutionshistorie. Senere blev Enghave Brygge bl.a. kendt for at være det sted, den tidligere danske statsminister Helle Thorning-Schmidt købte lejlighed. 

### Navngivning af Enghave Brygge: Nobel-kvarteret
Fra politisk side besluttede man, at kvarteret skal opkaldes efter modtagere af Nobels fredspris, ifølge Niels E. Bjerrum, medlem af Socialdemokratiet og Vejnavnenævnet, fordi det blev fundet "passende at hædre nogle af de mennesker, som har gjort en afgørende forskel for fred i verden". Det drejer sig om 14 veje, tre pladser, en park og en bro.
- Nelson Mandelas Allé, hvor der skal bygges erhvervslokaler og supermarkeder i Engholmene Business Center
- Theodore Roosevelts Vej, etagebygning med lejligheder fra AP Pension, kaldes Nobelholmen
- Alva Myrdals Plads, hvor det bevaringsværdige bindingværkshus ligger. Pakhuset er brugt af et udstilligsshowrum (Boligshoppen) til markedsføring og salg af lejlighederne og rækkehusene. Det skal ifølge lokalplanen omdannes til food & beverage, når områdets boligøer er færdigbygget
- Jane Addams Vej, mod nord er etagebyning Nobelholmen og Pakhuset, og mod syd er øen som kaldes Sivholm
- George Marshalls Vej, etagebygning med ejerlejligheder, kaldes Tangholm
- Martin Luther Kings Vej, etagebygning med ejerlejligheder, kaldes Kærholm
- Willy Brandts Vej, etagebygning med ejerlejligheder, kaldes Myrholm
- Albert Schweitzers Vej, rækkehuse, kaldes Sivholm
- Andrei Sakharovs Vej, etagebygning med ejerlejligheder, kaldes Lyngholm
- Christian Langes Plads, en del af samme etagebygning som Lyngholm
- Linus Paulings Vej, etagebygning med ejerlejligheder, kaldes Residence CPH
- Bertha von Suttners Vej
- Henry Dunants Park
- Til senere udvikling af By og Havn efter metroen åbnes: Moder Teresas Vej, Albert Lutulis Vej, Garcia Robles Vej, Cordell Hulls Plads, Saavedra Lamas Vej.
- Alfred Nobel Bro blev indviet i 2019. Den forbinder Enghave Brygge og Teglholmen. Der findes en 70 meter lang opholdsbænk på den vestlige side af broen. Ved broen ligger FMK Fisketorvets Motorbådklub.